# Эмануэль и правда о рыбах
«Эмануэль и правда о рыбах» (англ. The Truth About Emanuel) —  американский независимый фильм 2013 года, снятый режиссёром Франческой Грегорини. Премьера состоялась 18 января 2013 года на кинофестивале «Сандэнс».

## Сюжет
Эмануэль — красивая девушка-подросток, на чью психику наложила нестираемый отпечаток смерть матери при родах. Долгое время она жила вдвоём с отцом, который год назад женился. Жизнь с  мачехой даётся девушке непросто, несмотря на всю благостность поведения той. Новая знакомая в лице новоприбывшей соседки Линды кажется Эмануэль шансом на изменение своей жизни. Но мир Линды оказывается не менее хрупким и болезненным.

## В ролях
- Кая Скоделарио — Эмануэль
- Джессика Бил — Линда
- Альфред Молина — Деннис,  отец Эмануэль
- Фрэнсис О'Коннор — Дженис
- Анейрин Барнард — Клод
- Джимми Симпсон — Артур
- Сэм Джагер — Томас
- Спенсер Гаррет — офицер Тед

## Производство
Первоначально на главную женскую роль претендовала Руни Мара, ранее уже снимавшаяся у Грегорини, но позднее на неё была утверждена Скоделарио. Мара же осталась на проекте в качестве одного из продюсеров.